# 1-й Монетчиковский переулок
Пе́рвый Моне́тчиковский переу́лок — небольшая улица в центре Москвы в Замоскворечье между 3-м Монетчиковским переулком и Пятницкой улицей.

## История
Названия Монетчиковых переулков появилось в XIX веке по местности Монетчики, в которой жили монетчики — работники Кадашёвского монетного двора.

## Описание
1-й Монетчиковский переулок начинается от 3-го, проходит на запад и заканчивается на Пятницкой улице.

## Здания и сооружения
По нечётной стороне:
- № 3 — Мосгортранс Су-5;
- № 5 — ресторан «Обломов»;

По чётной стороне: